# James Erskine, 14. Earl of Mar

Wappen des Earl of Mar and Kellie

James Thorne Erskine, 14. Earl of Mar, 16. Earl of Kellie (* 10. März 1949) ist ein britischer Adliger, Deputy Lieutenant von Clackmannanshire und Politiker der Liberal Democrats.

## Leben
Seine Eltern sind John Francis Hervey Erskine, 13. Earl of Mar and Pansy Constance Thorne. Er besuchte das Eton College, diente Königin Elizabeth II. 1962 und 1963 als Ehrenpage (Page of Honour) und arbeitete 1967 und 1968 im freiwilligen Zivildienst in York. Er besuchte sowohl die Moray House School of Education in Edinburgh als auch das Inverness College. In seiner beruflichen Laufbahn arbeitete er als Sozialarbeiter in verschiedenen schottischen Kirchengemeinden und Kommunalbehörden. Zeitgleich diente er in der Royal Auxiliary Air Force, wo er 1979 den Rang Pilot Officer und zwischen 1982 und 1986 den Rang Flying Officer bekleidete. Zwischen 1989 und 1991 arbeitete er als Bautechniker. Im Jahre 1991 wurde er zum Deputy Lieutenant of Clackmannanshire ernannt.
Beim Tod seines Vaters am 22. Dezember 1993 erbte er dessen Adelstitel als 14. Earl of Mar und 16. Earl of Kellie mit den nachgeordneten Titeln 16. Viscount Fentoun, 19. Lord Erskine, 16. Lord Erskine of Dirletoun, 16. Lord Dirletoun und 16. Baronet, of Cambo. Den damals mit den Titeln verbundenen Sitz im House of Lords nahm er ab 1994 auf Seiten der Liberal-Democrats ein. Der Titel des Viscount Fentoun ist der älteste noch bestehende Viscounttitel der Peerage of Scotland; daher ist der Earl Premier Viscount of Scotland. Er ist Chief of Name and Arms des Clans Erskine. 1999 war er im Wahlkreis Ochil der Kandidat der Liberal-Democrats für das schottische Parlament. Durch den House of Lords Act 1999 verlor er seinen Sitz im House of Lords zunächst. Am 19. April 2000 erhielt er auf Lebenszeit den Titel Baron Erskine of Alloa Tower, of Alloa in the County of Clackmannanshire, was ihm die Rückkehr ermöglichte.

## Familie
James Thorne Erskine heiratete am 23. März 1974 Mary Kirk, Tochter von Dougal McDougal Kirk. Sie haben keine Kinder und leben in Hilton Farm, in Clackmannanshire, Schottland.

## Besonderheit des Titels Earl of Mar
Aufgrund eines Verfahrensfehlers bei einem Rechtsstreit aus dem 19. Jahrhundert gibt es im Vereinigten Königreich heute zwei Titel „Earl of Mar“. James Throne Erskine ist der aktuelle Träger des jüngeren Titels, den älteren hält derzeit Margaret of Mar, 31. Countess of Mar.